# 1. szimfónia (Nielsen)
Carl Nielsen 1. g-moll szimfóniája (dánul: Symfoni nr. 1, op. 7., FS 16, CNW 25) 1889 és 1894 között íródott. Stílusában a szerző késő romantikus művei közé tartozik. A bemutatójára 1894. március 14-én került sor Koppenhágában.

## Keletkezése
Emilie Demant Hatt, aki Nielsen korai műveit tanulmányozta és katalogizálta, szerint a szerző az első tételen már 1889-ben elkezdett dolgozni és a tétel befejezését 1889. szeptember 27-re datálja. Ezt követően Nielsen hosszabb ideig külföldön tartózkodott és csak 1891 nyarán tért vissza Dániába, ekkor folytatta a szimfónia megírását. A feleségéhez írott leveleiből kiderül, hogy ezt követően folyamatosan komponált kisebb részeket. A végső változaton az 1894. januári dátum szerepel. A művet, a feleségének, Anne Marie Carl-Nielsennek ajánlotta.

## Szerkezete
1. tétel (Allegro orgoglioso)

2. tétel (Andante)

3. tétel (Allegro comodo — Andante sostenuto — Tempo I)

4. tétel (Finale. Allegro con fuoco)
A szimfónia dallamvilágát Nielsen jellegzetes egyéni stílusa mellett dán népi motívumok jellemzik. A szimfónia g-mollban kezdődik és bár végig ez a domináns hangsor folyamatosan tart a negyedik tétel végén felhangzó C-dúrban íródott lezárás felé. Nielsen egy alkalommal C-dúr szimfóniának is nevezte. Az átmenet részeként a harmadik tétel már Esz-dúrban kezdődik, bár a negyedik tétel elején egy rövid időre visszatér a G-moll skála. Későbbi műveit már teljesen áthatja ez a fajta progresszív tonalitás, mely Nielsen védjegyévé is válik. Ezeket a műveit már a hangnem szabad keverése és ezáltal a hangulatok, érzelmek váltakozása, a színek, képek egybemosása jellemzi. Robert Simpson, zeneszerző, Nielsen munkásságának szakértője, szerint ez volt az első olyan szimfónia, mely más hangnemben ért véget, mint amivel elkezdődött.

## Bemutatása és fogadtatása
A mű első bemutatójára 1894. március 14-én került sor a koppenhágai Koncertpalotában. A Dán Királyi Zenekart Johan Svendsen vezényelte. Az előadáson Nielsen volt a másodhegedűs. A művet külföldön először 1896. március 18-án Drezdában hallhatta a közönség. Itt a zenekart maga a szerző dirigálta. Az 1. szimfónia a tengerentúlon először 1906. október 19-én szerepelt a műsoron Chicagóban Frederick Stock vezényletével. Musikforeningen 1928. február 13-án játszotta a darab Nielsen és Ebbe Hamerik által módosított változatát. A koncerten a zenekart Hamerik irányította.

## Fordítás
- Ez a szócikk részben vagy egészben a Symfoni nr. 1 (Nielsen) című dán Wikipédia-szócikk ezen változatának fordításán alapul.  Az eredeti cikk szerkesztőit annak laptörténete sorolja fel. Ez a jelzés csupán a megfogalmazás eredetét és a szerzői jogokat jelzi, nem szolgál a cikkben szereplő információk forrásmegjelöléseként.